# Phase 10
Phase 10 ist ein Kartenspiel. Es wurde 1982 von Kenneth Johnson entwickelt, 1985 von K&K International und 1986 von Fundex Games in den USA veröffentlicht und dort zum Bestseller. Die Regeln gleichen weitgehend dem wesentlich älteren Contract Rummy, das mit Standard-Spielkarten gespielt wird. 2010 verkaufte Fundex Games die Rechte an dem Spiel an die Firma Mattel.
1995 wurde es in Deutschland von F.X. Schmid veröffentlicht. Nachdem F.X. Schmid von Ravensburger übernommen wurde, erschien das Spiel 1998 unter dem Label FX erneut und von 2001 bis 2016 unter dem Verlagsnamen Ravensburger. Im Jahr 2016 lief die deutsche Lizenz zu Phase 10 an Mattel über, wo diese seitdem im deutschsprachigen Raum angeboten wird. Im selben Jahr brachte Ravensburger einen Nachfolger zu ihrem Phase 10 namens Level 8 auf den Markt.
Das Spiel ist nach Uno das bestverkaufte Kartenspiel der Welt. Es wurden bis 2010 über 30 Millionen Spiele verkauft, zum Zeitpunkt des Verkaufs an Mattel jährlich knapp drei Millionen.

## Ablauf
Jeder Spieler erhält zehn Karten. Der Spieler, der beginnt, zieht verdeckt eine Karte vom Stapel oder nimmt die oberste Karte des Ablagestapels. Er versucht so, die in der Phase geforderte Kartenkombination zu erreichen. Am Ende des Zuges legt man eine beliebige Karte auf den Ablagestapel. Nun ist der nächste an der Reihe. Gespielt wird im Uhrzeigersinn.
Die Phasen fordern Karten mit gleicher Zahl (z. B. Zwillinge), eine Zahlenreihe oder, in Phase 8, sieben Karten gleicher Farbe. Es gibt vier Farben (Rot, Gelb, Grün, Blau) und Zahlen von 1 bis 12. Zudem existieren Joker-Karten(*) sowie Karten, die, wenn einem beliebigen Mitspieler gegeben, diesen eine Runde aussetzen lassen.
Wer die Phase erfüllt, legt die entsprechenden Karten offen vor sich auf den Tisch. Im folgenden Verlauf kann man dann passende Karten anlegen. Wenn ein Spieler so alle Karten ausgespielt hat, ist die Phase beendet. Ein Spieler kommt erst dann in die nächste Phase, wenn er die aktuelle erreicht hat. Es gewinnt der erste, der Phase 10 abschließt. Sollten mehrere in der Runde die Phase 10 haben, gewinnt der mit den niedrigsten Punkten.

## Andere Spielvarianten
Mit Phase 10 - Würfel kam 1997 der erste Ableger des Spieles heraus. Die Spielregeln gleichen denen des Kartenspiels. Es wird mit zehn speziellen Würfeln (W6) gespielt. Davon sind sechs hohe Würfel und vier niedrige Würfel. Die hohen Würfel haben die Werte 5–10. Die niedrigen Würfel 1–4 und zweimal „W“. „W“ wird als Joker benutzt. Darüber hinaus sind die Seiten der Würfel verschieden eingefärbt, um die Farbkombinationen würfeln zu können.
Mittlerweile gibt es auch Phase 10 - Master, das das gleiche Prinzip wie das normale Kartenspiel hat, jedoch mit neuen Aktionskarten und neuen Phasen, die zu erreichen sind.
Eine Brettspielvariante gibt es unter dem Namen Phase 10 - Das Brettspiel. Hier wird wie im Originalspiel primär mit Karten gespielt, wobei die Anzahl der aufzunehmenden Karten bzw. der abzulegenden Karten oder sonstige Aktionen über ein Spielbrett mit Würfeln ermittelt wird.
Weiterhin gibt es eine kindgerechte Aufmachung des Kartenspiels als Phase 10 - Junior. Ziel ist es, als Erster 10 Phasen zu erreichen. Eine Phase ist erfüllt, wenn 4 gleiche Karten ausgelegt werden können. Es wird mit 55 Karten gespielt (48 Karten mit den vier verschiedenen Farben, Tieren und Dingen und 7 Joker). Im Gegensatz zu den anderen Phase 10-Spielen gibt es hier 12 verschiedene Phasen, von denen 10 Phasen erreicht werden müssen, um das Spiel zu gewinnen. Ein weiterer Ableger des Spiels ist Phase 10 - Twist aus dem Jahr 2011.

## Phasen
| Phase 10, Phase 10 - Würfel und Phase 10 - Twist 1. 2 Drillinge 2. Drilling und Viererfolge 3. Vierling und Viererfolge 4. Siebenerfolge 5. Achterfolge 6. Neunerfolge 7. 2 Vierlinge 8. 7 Karten einer Farbe 9. Fünfling und Zwilling 10. Fünfling und Drilling | Phase 10 - Master 1. 4 Zwillinge 2. 6 Karten einer Farbe 3. Vierling und Viererfolge 4. Achterfolge 5. 7 Karten einer Farbe 6. Neunerfolge 7. 2 Vierlinge 8. Viererfolge einer Farbe und ein Drilling 9. Fünfling und Drilling 10. Fünfling und Dreierfolge einer Farbe | Phase 10 - Das Brettspiel 1. 5 Karten einer Farbe und Dreierfolge 2. 4 Zwillinge 3. Drilling und Viererfolge 4. 2 Viererfolgen 5. 6 Karten einer Farbe und Drilling 6. Achterfolge 7. Zwilling, Drilling und Vierling 8. 2 Vierlinge 9. Neunerfolge 10. Fünfling und Drilling | Phase 10 - Junior 1. Hund 2. Hamster 3. Hase 4. Katze 5. Buch 6. Geschenk 7. Fußball 8. Skateboard 9. roter Farbfleck 10. gelber Farbfleck 11. grüner Farbfleck 12. blauer Farbfleck |